# La Guerra Sagrada
"La Guerra Sagrada" (rus: Священная война Sviasxénnaia Voinà, també coneguda com a Вставай, страна огромная! Vstavai, stranà ogrómnaia, "Aixeca't, gran (vast) país!") fou una de les cançons soviètiques més famoses de la Gran Guerra Patriòtica. La música la va compondre Aleksandr Aleksàndrov, fundador del Cor de l'Exèrcit Roig i compositor de la música de l'Himne Nacional de la Unió Soviètica. La lletra és de Vassili Lébedev-Kumatx.

## Història
Dos dies després de l'inici de la guerra, el 24 de juny de 1941, simultàniament, els diaris Izvéstia i Kràsnaia Zvezdà van publicar el text de la cançó Sviasxénnaia Voinà signat pel famós poeta soviètic i guanyador del Premi Stalin Vassili Lébedev-Kumatx. Immediatament després de la seva publicació, el compositor Aleksandr Vassílievitx Aleksàndrov va compondre la música. No va haver-hi temps d'escriure la lletra i les notes, i Aleksàndrov les va escriure amb guix a la pissarra, i els cantants i músics les van copiar als quaderns. Un altre dia es va reservar per a l'assaig.
La primera actuació va ser el 26 de juny a la terminal de ferrocarril de Belorusski, on, segons testimonis oculars, es va cantar cinc vegades seguides.
Hi ha diverses adaptacions d'aquesta cançó en altres llengües, entre elles la versió alemanya Der Heilige Krieg (escrita per Stephan Hermlin), la coreana 정의의 싸움에 (Jeong-ui-ui Ssaum-e) i la versió hongaresa Fel, küzdelemre, hős haza.
A mitjans de la dècada dels 90, als mitjans de comunicació russos van aparèixer informacions que qüestionaven l'autoria del text. Es deia que la lletra havia estat plagiada per Lébedev-Kumatx, i que va ser escrita durant la Primera Guerra Mundial per Aleksandr Bode (rus: Александр Адольфович Боде, 1865–1939). Aquestes reclamacions van ser traslladades als tribunals, i el diari Nezavissimaia Gazeta l juny de 2000 es va veure obligat a publicar una retractació de la reclamació. No obstant això, el professor d'història de l'art Ievgueni Levaixev defensà l'autoria d'A. A. Bode, i expressà dubtes sobre la imparcialitat i validesa de la decisió judicial.
La cançó ha estat usada durant la marxa de la guàrdia de color a les desfilades del Dia de la Victòria, tant a la Unió Soviètica com a la Federació Russa.

## Lletra
| Versió original en rus Вставай, страна огромная, Вставай на смертный бой С фашистской силой тёмною, С проклятою ордой. Припев: (2x) Пусть ярость благородная Вскипает, как волна! Идёт война народная, Священная война! Дадим отпор душителям Всех пламенных идей, Насильникам, грабителям, Мучителям людей! Припев Не смеют крылья чёрные Над Родиной летать, Поля её просторные Не смеет враг топтать! Припев Гнилой фашистской нечисти Загоним пулю в лоб, Отребью человечества Сколотим крепкий гроб! Припев (2x) | Transcripció Vstavai, stranà ogrómnaia, vstavai na smiertni boi S faixístskoi silai tiomnoiu S prokliàtoiu ordoi. Pripev: (2x) Pust iarast blagaródnaia Vskipàiet, kak volnà! Idiot voinà naródnaia, sviasxénnaia voinà! Dadim otpor duixíteliam bsiei plamennikh idei, Nassilnikam, grabíteliam, mutxítieliam liudei! Pripev: Niet smiéiut krilia txórnie nad Ródinoi letat Polià ieio prostórnie ne sméiet vrag totpat! Pripev: Gniloi faixístskai netxisti Zagónim puliu v lob, otrebiu txelovétxestva skolótim krepki grob! Pripev: (2x) | Traducció al català Aixeca't, gran pàtria dempeus, vers la mortal batalla, contra les fosques forces feixistes, contra la maleïda horda. Tornada: (2x) Deixa que la noble ira Bulli com una onada! Aquesta és una guerra del poble, una Guerra Sagrada! Repel·lirem els opressors de totes les idees ardents Violadors, lladres, Torturadors de persones! Tornada Les negres ales no s'atreviran a volar sobre la Pàtria Els seus camps espaiosos l'enemic no gosarà trepitjar! Tornada A la podrida immundícia feixista li ficarem una bala al front, Per a l'escòria de la humanitat Construirem un taüt ben fort! Tornada (2x) |